# Caumont (Eure)
Caumont è un comune francese di 1 021 abitanti situato nel dipartimento dell'Eure nella regione della Normandia.

## Società

### Evoluzione demografica
Abitanti censiti